# Tephrosia geminiflora
Tephrosia geminiflora är en ärtväxtart som beskrevs av John Gilbert Baker. Tephrosia geminiflora ingår i släktet Tephrosia och familjen ärtväxter. Inga underarter finns listade i Catalogue of Life.